# Ochsenweg (Finnland)
Der Ochsenweg von Häme (finnisch Hämeen Härkätie; schwedisch Tavastländska Oxvägen) ist eine ca. 160 Kilometer lange Themenstraße von der Burg Hämeenlinna zum Dom von Turku, die mit braun-weißen (Ochsenkopf-)Schildern markiert ist. Die Straße führt durch die Ortschaften Renko, Somero, Koski, Marttila, Tarvasjoki und Lieto.
Der Weg wurde bereits zu Wikingerzeiten genutzt.

## Geschichte
Die Ochsenstraße verbindet zwei wichtige eisenzeitliche Siedlungsgebiete in Finnland, das Tal des Aurajoki-Flusses und die Vanaja-See-Region in Häme. Die Vanaja-Region war in prähistorischer Zeit eines der wichtigsten Gebiete Finnlands, um Exportartikel wie Pelze und Felle zu erwerben. Das Flusstal des Aurajoki war die Region, durch die diese Exporte zur Ostsee gelangten.
Die Straße war eine gemeinsame Einrichtung mehrerer alter Gemeinden in Westfinnland. Die Straße führt durch zwei alte Provinzen, Lieto in Turku und das alte Vanaja in Häme, was wahrscheinlich eine Art Vereinbarung über die Transitrechte erforderte. Vermutlich diente die Straße auch dazu, andere prähistorische Provinzen miteinander zu verbinden.

## Etymologie
Der Ursprung des Begriffs „Hämeen härkätie“ – die Ochsenstraße von Tavastia – ist nicht bekannt. Der Begriff taucht vor allem in Häme und der Volksdichtung dortiger Gemeinden auf. In der finnischen Volksdichtung selbst kommt der Begriff „Ochsenstraße“ mit einigen Ausnahmen in der Umgebung der Halikonlahti-Bucht im heutigen Salo nicht vor. Die Halikonlahti-Bucht wird traditionell als der alte Hafen der Tavastianer angesehen.

## Streckenverlauf
Die erste bekannte Beschreibung des Straßenverlaufs stammt von Jaakko Teitti aus dem Jahr 1556. Damals war die Straße 162 Kilometer lang und führte vom Tal des Flusses Aura über die Dörfer Lieto, Tarvasjoki, Marttila, Koski, Somero, Tammelan Letku, Tammelan Porras und Renko weiter durch das dünn besiedelte Hochland von Tammela zur Burg Häme. Im Winter wurden Winterstraßen benutzt und die Route der Straße variierte in geringem Maße. Die Reise von Turku nach Häme dauerte etwa 4–6 Tage. 1938 wurde die Strecke zur finnischen Nationalstraße 10 ernannt, aber 1962 wurde eine neue Straße mit einem anderen Verlauf gebaut, um die Hämeen Härkätie als neue Straße 10 zu ersetzen. Die Route ist heute auf mehrere regionale Straßen, Privatwege und Straßen verteilt. Teile der Strecke wurden für touristische Zwecke als Panoramastraße ausgewiesen.

## Galerie

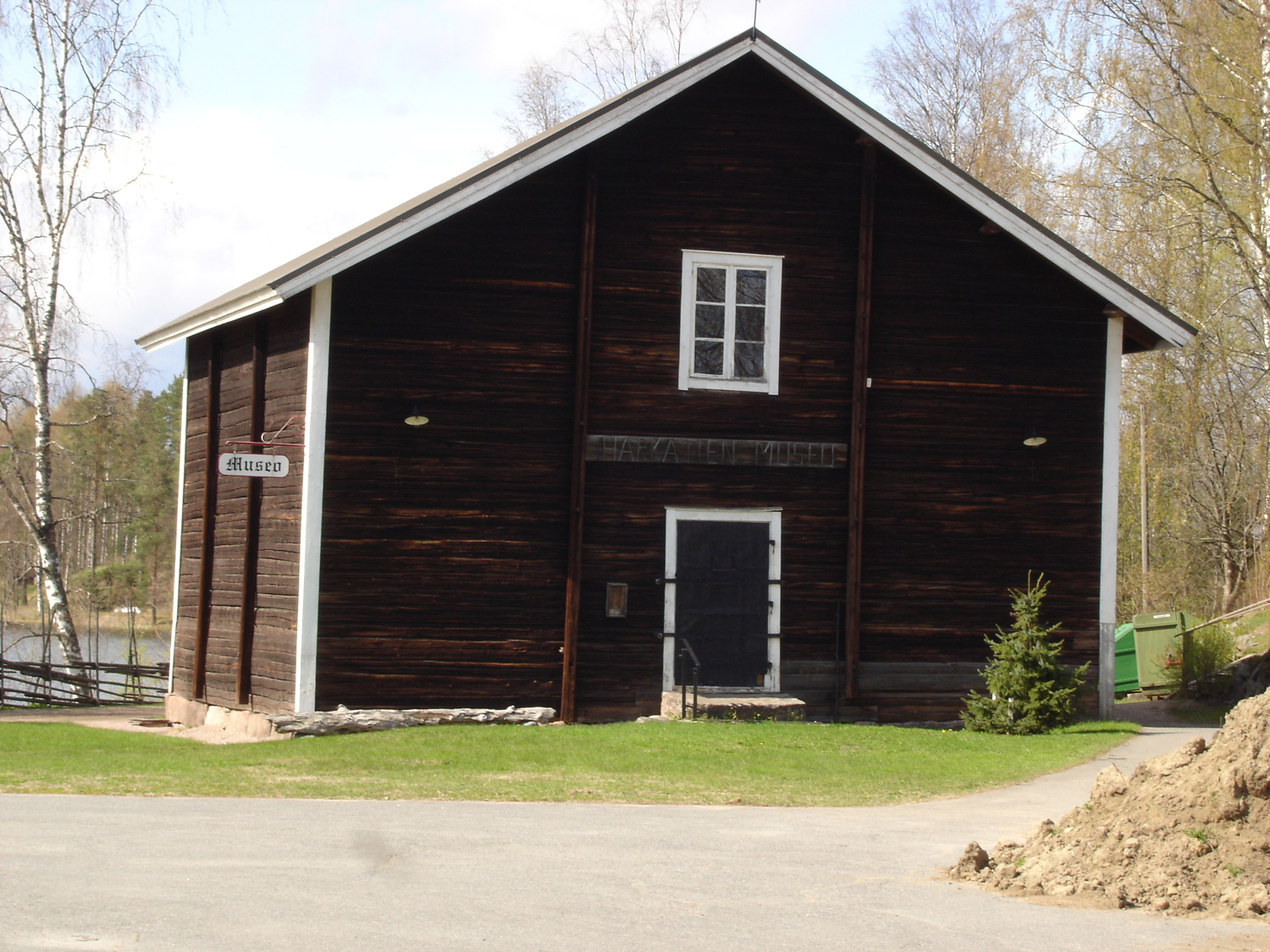
Ochsenweg-Museum in Renko
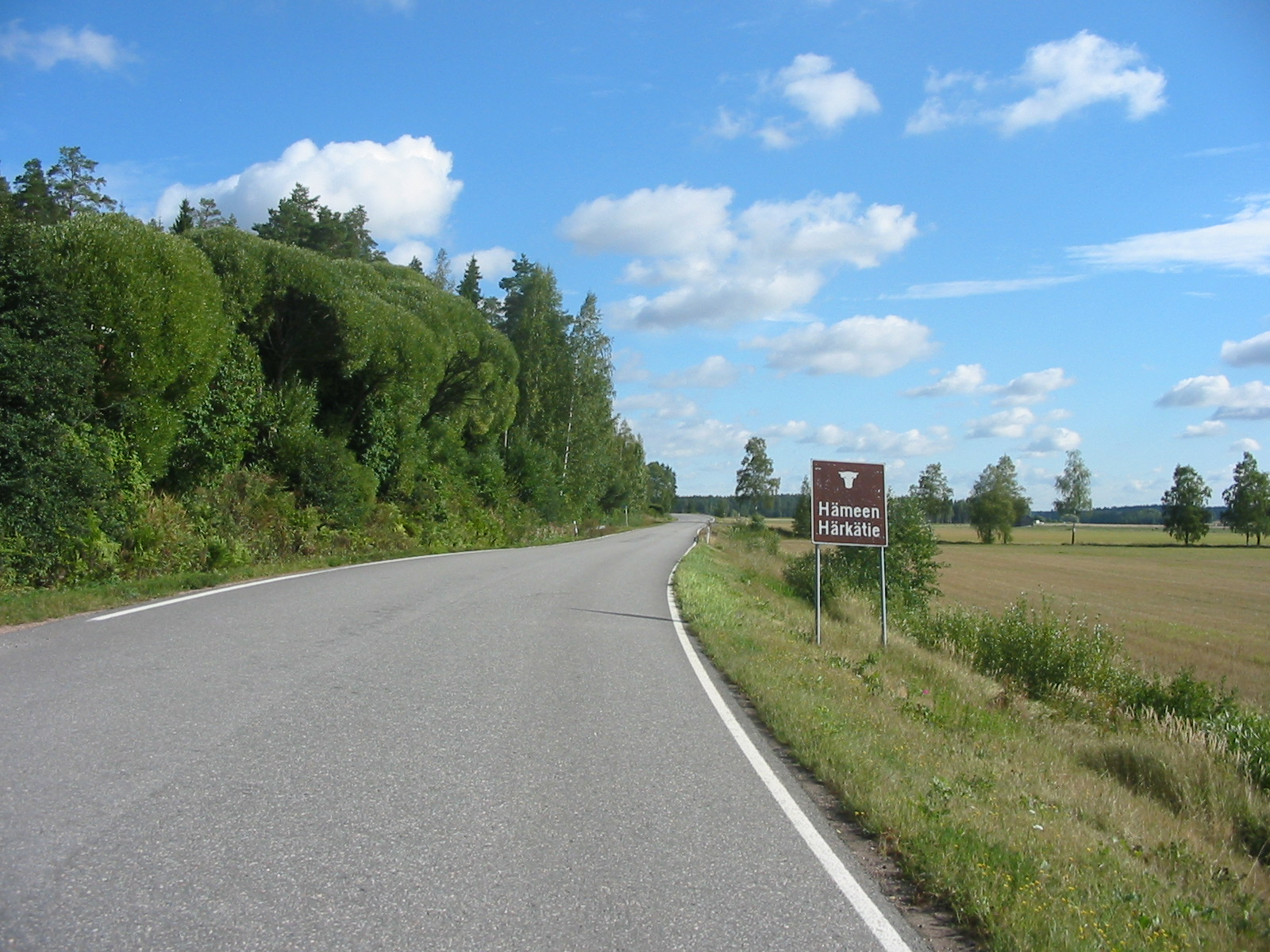
Der Ochsenweg bei Lieto
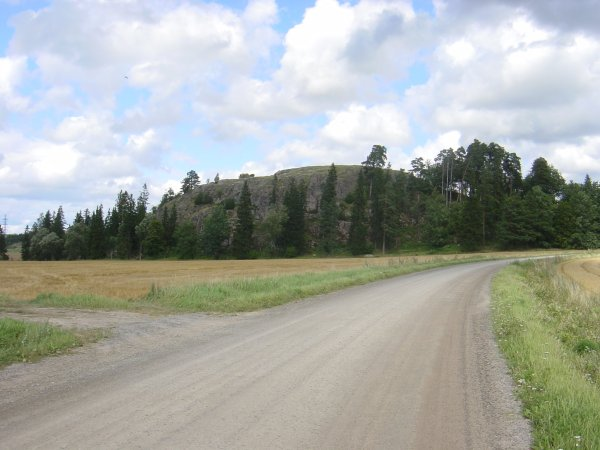
Die Alte Burg von Lieto
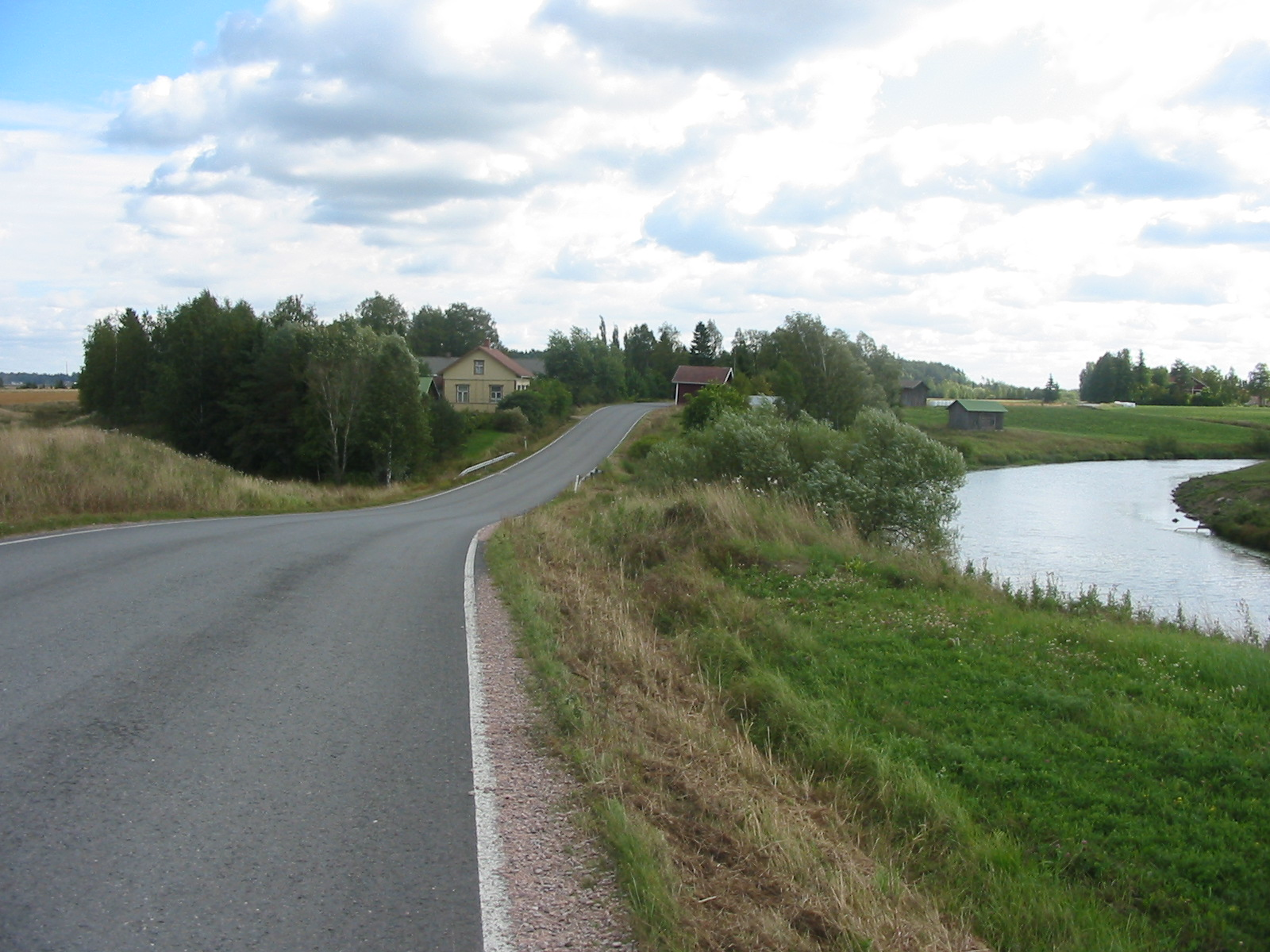
Der Ochsenweg am Paimionjoki bei Prunkila, Marttila